# CAP (informatyka)
System komputerowo wspomaganego planowania procesów (ang. computer-aided planning, CAP) – oprogramowanie stosowane w zarządzaniu przedsiębiorstwem, część składowa CIM.
Na komputerowo wspomagane planowanie składają się narzędzia, które wspomagają realizację zadań związanych z planowaniem pracy (realizacji procesów). Służą one integracji działań ludzi i środków produkcji, w celu wypełnienia zadań produkcyjnych zgodnie z kryteriami ekonomicznymi.
Do zakresu komputerowo wspomaganego planowania pracy zaliczane są następujące dziedziny:
- planowanie montażu,
- sporządzanie planu pracy,
- programowanie obrabiarek sterowanych numerycznie,
- programowanie robotów przemysłowych,
- programowanie pomiarowych maszyn koordynacyjnych,
- planowanie kontroli.

Planowanie procesów zajmuje centralne miejsce w ramach technicznej realizacji zlecenia między konstrukcją a produkcją.